# Kenswick
Kenswick – wieś w Anglii, w hrabstwie Worcestershire, w dystrykcie Malvern Hills. Leży 7 km na północny zachód od miasta Worcester i 170 km na północny zachód od Londynu.